# Oswald Bühler

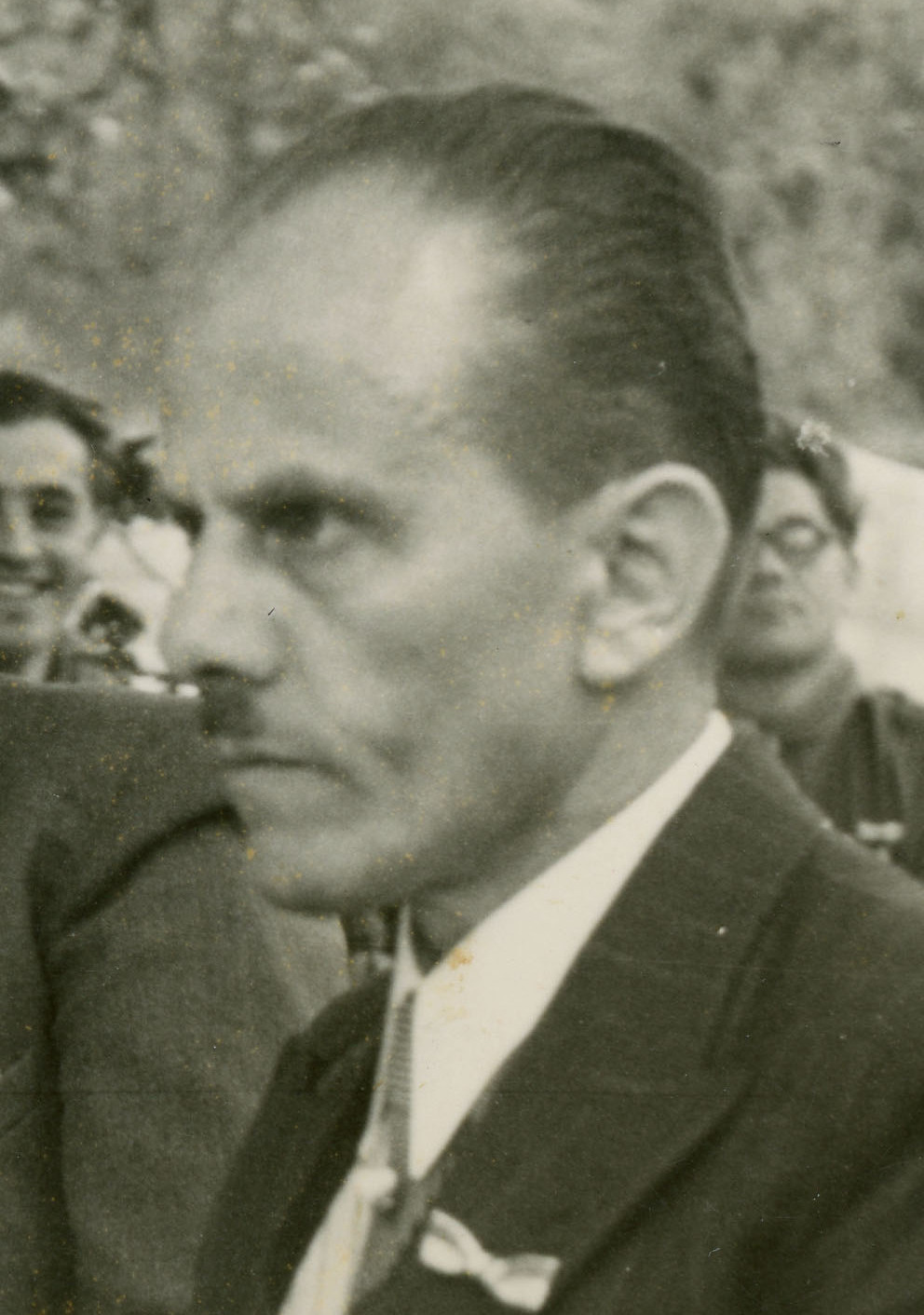
Oswald Bühler

Oswald Bühler (* 2. März 1899 in Mauren; † 8. Dezember 1962 in Grabs, Kanton St. Gallen) war ein liechtensteinischer Politiker (FBP).

## Biografie
Oswald Bühler wurde März 1899 als zweites von vier Kindern und ältester Sohn von David Bühler und dessen Frau Wilhelmina (geb. Marock) geboren. Sein Vater besass als Rechtsagent eine eigene Kanzlei und betrieb ein Inkassobüro. Von 1930 bis 1933 war David Bühler Vorsteher der Gemeinde Mauren. Oswald Bühler wiederum sollte später nicht nur beruflich in die Fussstapfen seines Vaters treten.
Er besuchte die Volksschule in Mauren und die Landesschule in Vaduz. Danach begann er in der Kanzlei seines Vaters zu arbeiten. Nach dessen Tod 1938 übernahm Oswald Bühler die Kanzlei. Sein Interesse galt jedoch mehr der Politik als der Kanzlei. Bereits im Alter von 18 Jahren war er in die Fortschrittliche Bürgerpartei (FBP) eingetreten. Sein erstes öffentliches Amt übernahm er im Jahr 1928. Die FBP hatte gerade nach dem Sparkassenskandal die Landtagswahlen gewonnen und besetzte wichtige Posten neu. So wählte der Landtag Oswald Bühler in den Verwaltungsrat der Sparkasse. Bühler bekleidete dort bis zu seinem Ausscheiden 1954 das Amt des Sekretärs.
1939 wurde er auf der Einheitsliste der Fortschrittlichen Bürgerpartei und der Vaterländischen Union für den Wahlkreis Unterland in den Landtag gewählt. Bis 1945 gehörte er ihm als Abgeordneter an, von 1945 bis 1949 war er stellvertretender Abgeordneter sowie erneut von 1949 bis 1957 wieder Abgeordneter. 1940 wählte ihn der Landtag in den Verwaltungsrat des Lawenawerks. Von 1944 bis zu seinem Tod war er Präsident des Verwaltungsrats des Landeswerks Lawena, bzw. der später daraus entstandenen Liechtensteinischen Kraftwerke. Des Weiteren war er von 1945 bis zu seinem Tod Vorstandsmitglied des Liechtensteinischen Roten Kreuzes.
1948 kandidierte er erfolgreich für das Amt des Gemeindevorstehers von Mauren. Bühler wurde mehrmals wiedergewählt und bekleidete das Amt bis zu seinem Tod. Als Vorsteher setzte er sich vor allem für den Ausbau der Infrastruktur in verschiedenen Baulandumlegungen und Strassenbauten ein. Zu seinen Initiativen gehören die Kirchenrenovation, der Bau des neuen Schulhauses mit Turnhalle in Mauren und der Bau des Schulhauses in Schaanwald. Bei der Contina AG, die zu Beginn seiner Amtszeit als erstes Industrieunternehmen in Mauren den Betrieb aufnahm, war Bühler Mitglied des Verwaltungsrates. Im Jahr 1956 verlieh ihm Fürst Franz Josef II. den Titel eines Fürstlichen Kommerzienrats.
Bühler war in seiner Freizeit ein passionierter Jäger. Am 8. Dezember 1962 verunglückte er bei einer Treibjagd in Gamprin. Er rutschte auf dem leicht schneebedeckten und gefrorenen Boden aus und stürzte von einem Felsen. Dabei erlitt er eine schwere Kopfverletzung. Er starb kurze Zeit später im Spital Grabs.
Bühler war seit 1930 verheiratet und hatte drei Kinder, einen Sohn und zwei Töchter. Seine Tochter Rita war bis zu dessen Tod im Juni 2019 mit Herbert Batliner verheiratet.